# The Awakening (film 1912 Bosworth)
The Awakening è un cortometraggio muto del 1912 diretto da Hobart Bosworth e Hardee Kirkland. Prodotto dalla Selig Polyscope Company, il film aveva come interpreti Frank Weed, Lillian Leighton (autrice anche del soggetto, Rose Evans, Lafayette McKee.

## Trama
Vissuto sempre poveramente e avendo dovuto faticare per mantenere la sua numerosa famiglia, Bill Williams riesce a vendere una delle sue invenzioni che gli porta finalmente la ricchezza e il benessere. Ma l'improvvisa agiatezza gli dà alla testa, trasformandolo completamente. Datosi alla bella vita, trascura la moglie per altre donne la cui conquista lo lusinga. Una di queste, però, la bella e alla moda signora Coleman, consiglia la signora Williams di seguire l'esempio di suo marito al fine di riconquistarlo. Mettendo in atto il consiglio, la moglie riconquista l'inventore scriteriato, riportandolo a rispettare i propri obblighi verso la famiglia e verso di lei.

## Produzione
Il film fu prodotto dalla Selig Polyscope Company.

## Distribuzione
Distribuito dalla General Film Company, il film - un cortometraggio in una bobina - uscì nelle sale cinematografiche statunitensi il 24 ottobre 1912.